# The Likes of Us
The Likes of Us è un musical composto nel 1965 da Andrew Lloyd Webber con testi di Tim Rice. L'opera racconta la vera storia di Thomas John Barnardo, filantropo irlandese vissuto nell'età vittoriana, fondatore e direttore di case di accoglienza per bambini abbandonati.

## Lo spettacolo
È il primo lavoro nato della collaborazione tra Lloyd Webber e Rice. I due si erano conosciuti poco tempo prima ad Oxford, e nello stesso periodo decisero di abbandonare gli studi universitari per dedicarsi alla passione per il teatro musicale. Insieme scrissero successivamente musical di grande successo come Jesus Christ Superstar e Evita.
The Like Of Us  suscito' all'epoca della sua composizione l'interesse di qualche agente teatrale e venne contattato uno scrittore per la realizzazione del libretto ma il progetto non andò mai in porto. Quasi quarant'anni dopo  i due riascoltarono il demo della loro prima opera e inizialmente  decisero di realizzarne una incisione discografica, ma il progetto divenne presto quello di realizzarne una vera e propria rappresentazione teatrale.
Il 9 luglio 2005 The Likes of Us fu rappresentato per la prima volta in assoluto al festival di Sydmonton, il festival organizzato quasi ogni anno dallo stesso Lloyd Webber.
Non essendoci alcun libretto, Rice scrisse per l'occasione dei testi per un narratore che legavano assieme i numeri musicali. La parte non cantata del narratore fu interpretata da Stephen Fry, il quale nella presentazione scherzò sul fatto che in quella occasione si celebrava il quarantesimo anniversario del musical e contemporaneamente la sua prima mondiale in assoluto. Di questa unica rappresentazione esiste una incisione discografica registrata dal vivo.

## Numeri musicali
Primo atto
- Introduction
- Overture
- Twice In Love Every Day
- I'm A Very Busy Man
- Love is Here
- Strange and Lovely Song
- The Likes of Us
- How Am I To Know
- We'll Get Him
- This Is My Time
- Lion-Hearted Land
- We'll Get Him (Reprise)
- Love is Here (Reprise)
- A Man On His Own

Secondo atto
- Entr'acte
- You Can Never Make It Alone
- Hold A March
- Will This Last Forever?
- You Won't Care About Him Anymore
- Going, Going, Gone!
- Man of the World
- Have Another Cup of Tea
- Strange and Lovely Song (Reprise)
- The Likes of Us (Reprise)